# Nytorget

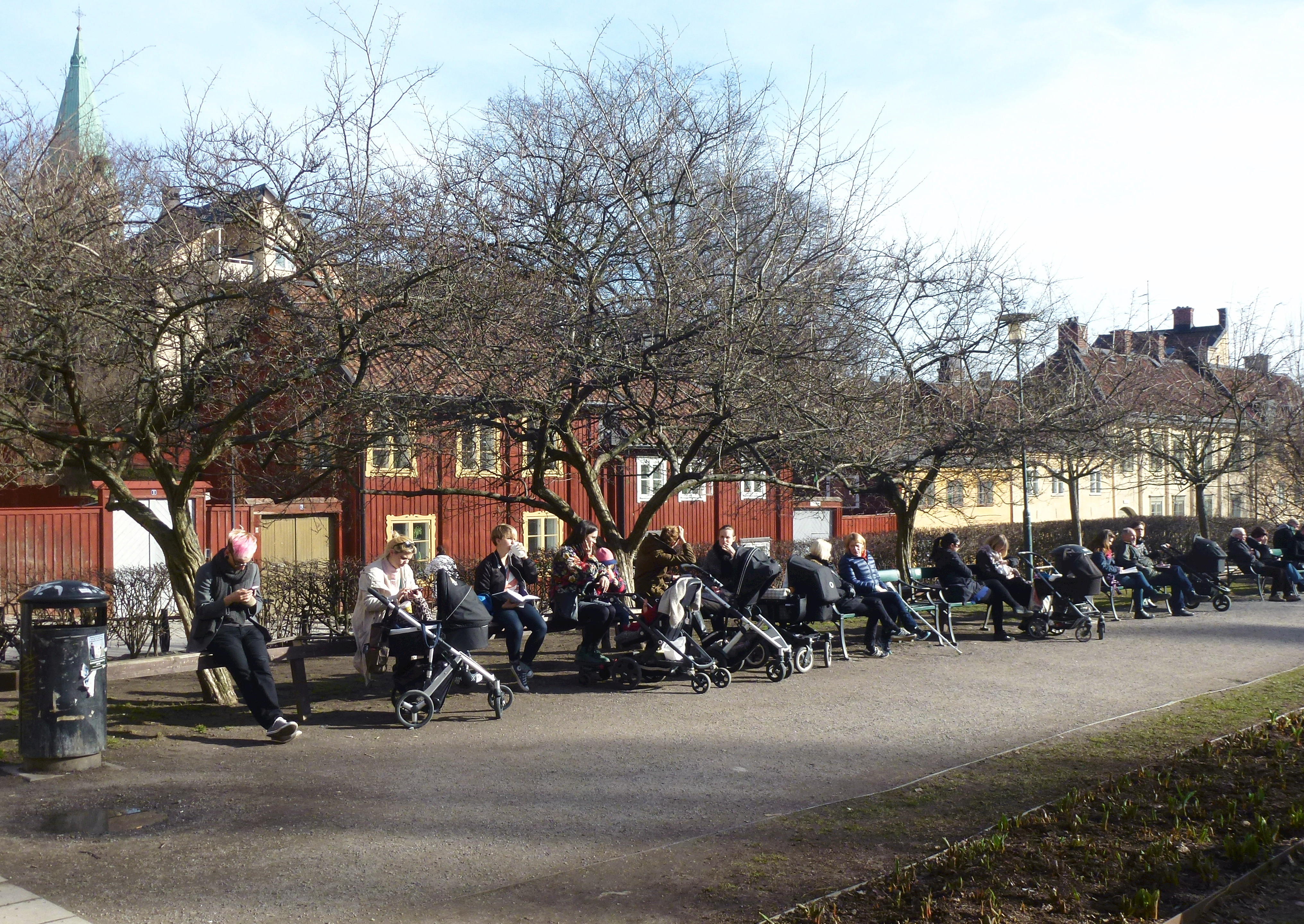
Vår på Nytorget, mars 2014.

Nytorget är ett torg på Södermalm i Stockholm vid Nytorgsgatan. Det avgränsas i norr av Skånegatan och i öster av kvarteret Bondesonen större. Nytorget kallas även gatstumpen längs torgets östra sida. Den var tidigare en del av Malmgårdsvägen. Vid Nytorget ligger ett flertal kaféer, barer och restauranger.

## Historik

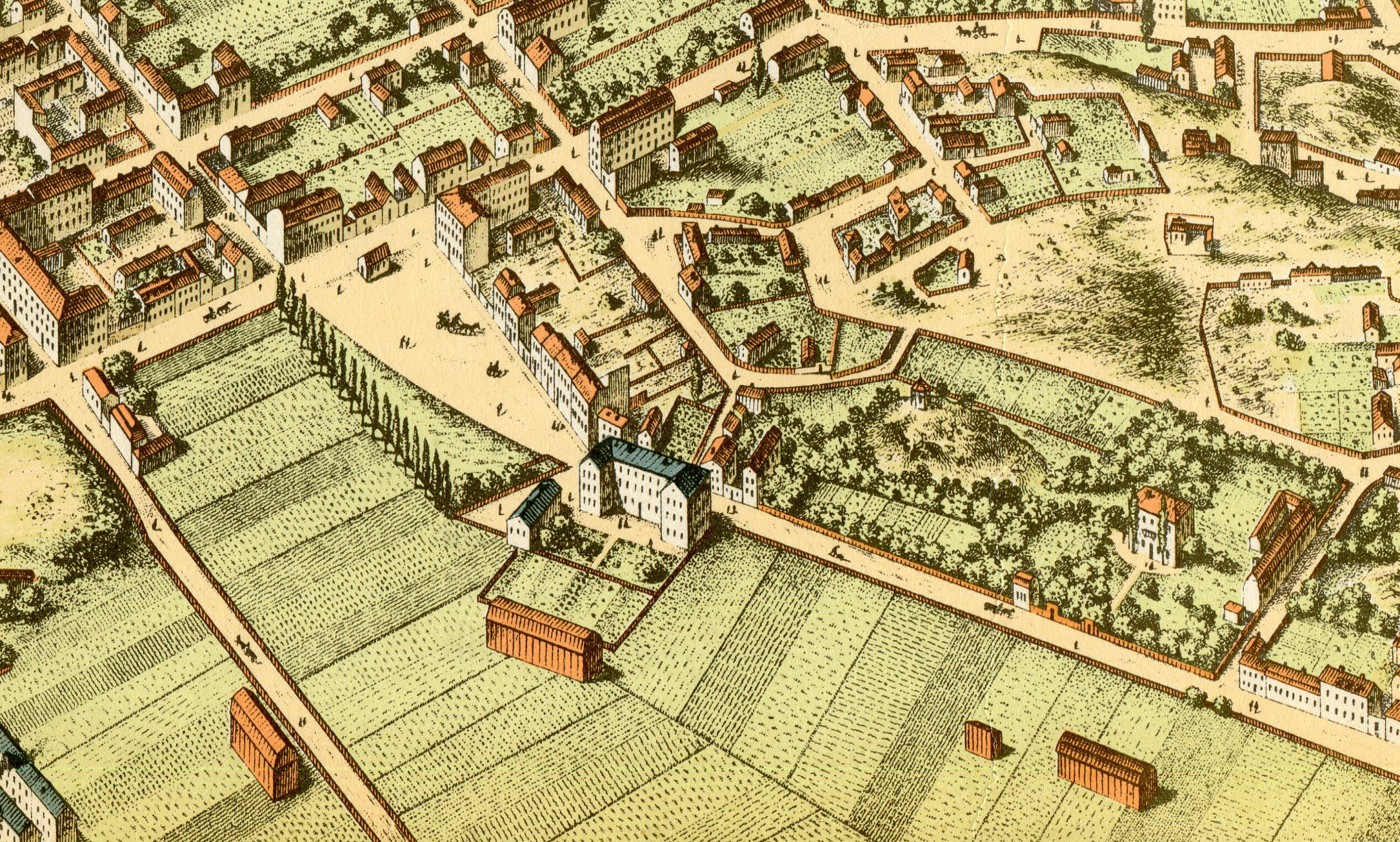
Nytorget och Malongen på Heinrich Neuhaus panorama 1870.

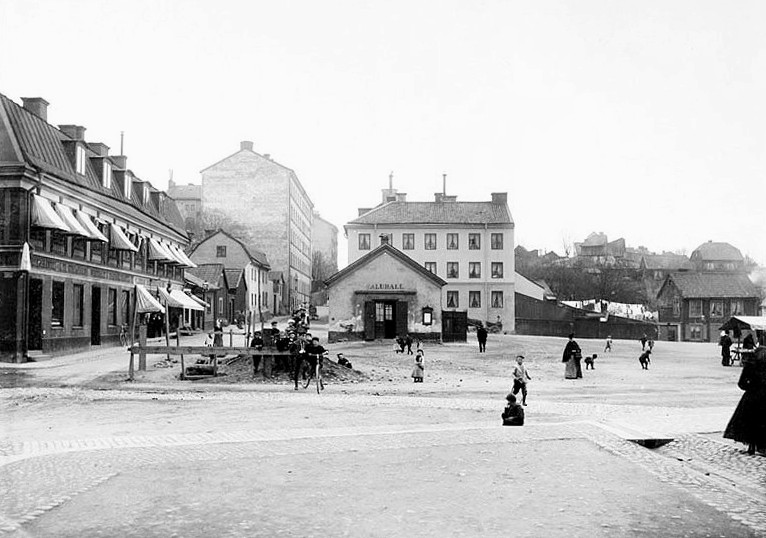
Nytorget omkring 1906 med saluhallen.

Torget finns omnämnt som "Nytorghet" sedan 1671. Då fanns det också en kvarn (se Nytorgs kvarn), som kallades "Mäster Pärs Kwarn", ägd av kyrkoherden i Katarina, Per Arenbechius (1620–1673). Kvarnen benämndes 1733 av Petrus Tillaeus "Nytorgs qu:". 
Per Arenbechius omnämndes även som kvarnägare av Michel Jöranssons kvarn och Fatburan. Området kring Nytorget och Hammarby sjö blev ett centrum för textilnäringen i Stockholms tidiga industrialisering. Än idag finns äldre arbetarbostäder i trä och sten bevarade längs med torgets östra sida och är ett av Stockholms värdefulla kulturreservat. Husen upprustades under 1970-talet. Torget spelar en central roll i Per Anders Fogelströms romaner i "stadenserien" (se Mina drömmars stad). Trähusbebyggelsen sträckte sig från Nytorget upp mot Vita Bergen, men den kontakten bröts när Renstiernas gata sprängdes ner på 1930-talet.
Nytorget har använts såsom bestraffnings- och avrättningsplats. Det var ett av de tre torg där Gustav III:s mördare Johan Jacob Anckarström hudflängdes, d.v.s. piskades, i tre dagar. På norra sidan av torget stod, åtminstone från 1730-talet, ett spruthus där Stockholms brandförsvar kunde tanka släckvatten. Spruthuset omvandlades senare till en saluhall. Under 1800-talets början omtalades Nytorget som en ”nederlagsplats för orenlighet”, vilket måste tolkas som att torget var ganska nedgånget.
På 1930-talet anlades en lekplats på torget och på 1940-talet byggdes en park efter ritningar av stadsträdgårdsmästaren Holger Blom. Han tillämpade den så kallade Stockholmsstilen och försåg parken med stenmurar, trappor, spegeldamm och parklek.
Vid Nytorget 15 ligger den gamla industribyggnaden Malongen från 1660-talet. Malongen har använts som fabrik, sjukhus, nödbostäder och folkskola. Idag finns här konstnärsateljéer. Huset är en av Stockholms äldsta bevarade industribyggnader och är blåklassat av Stockholms stadsmuseum.

## Bilder

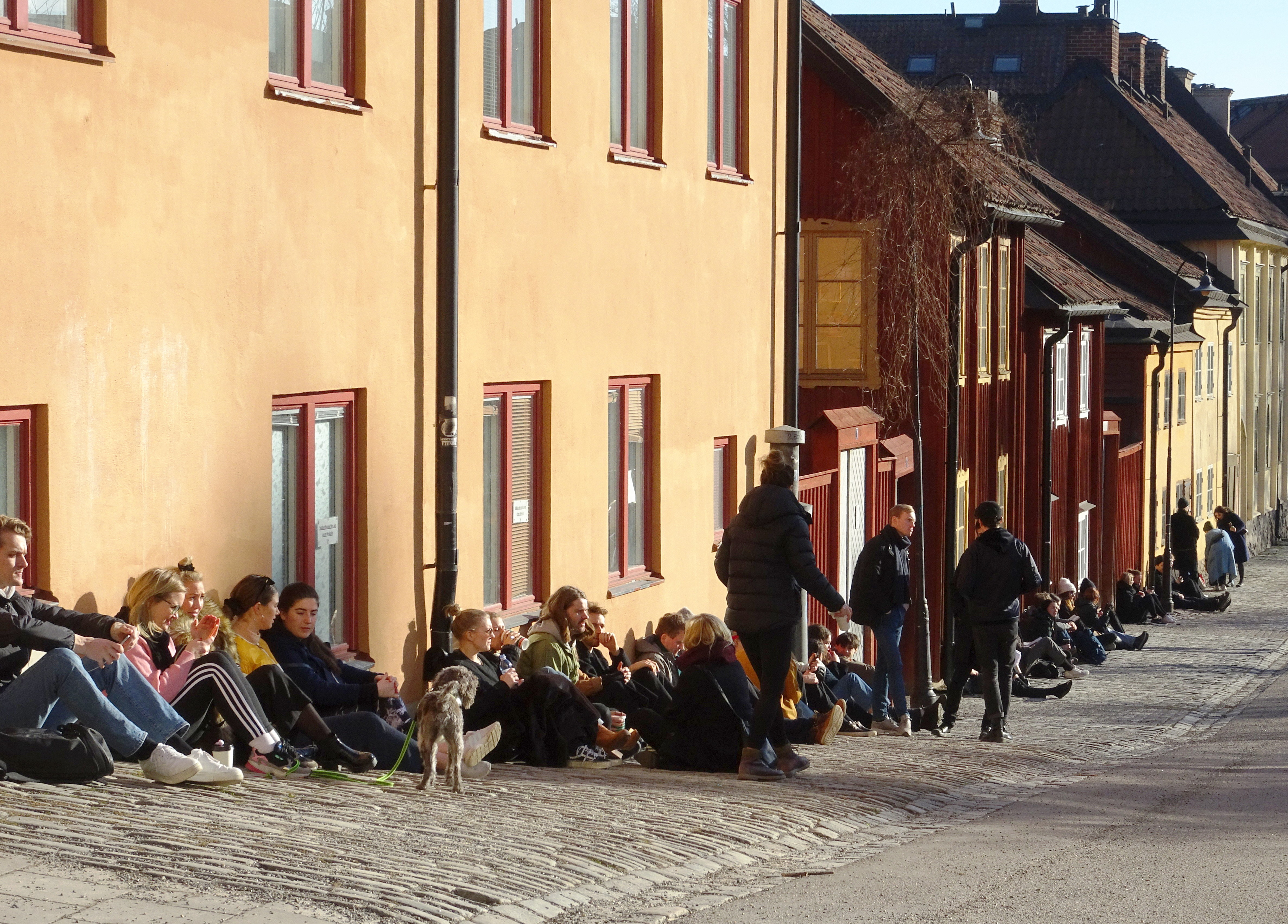
Husraden i kvarteret Bondesonen större.
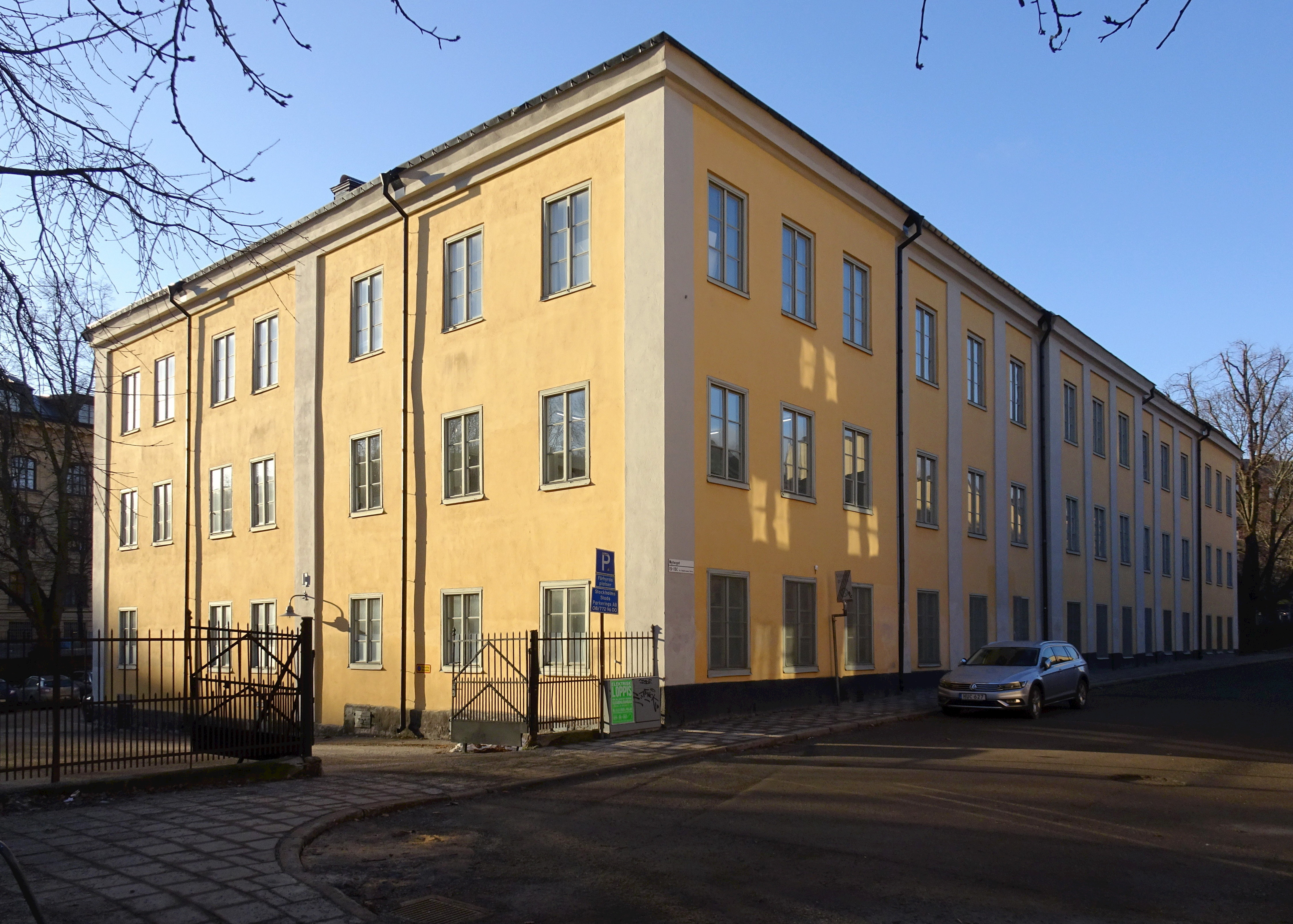
Malongen Nytorget 15.
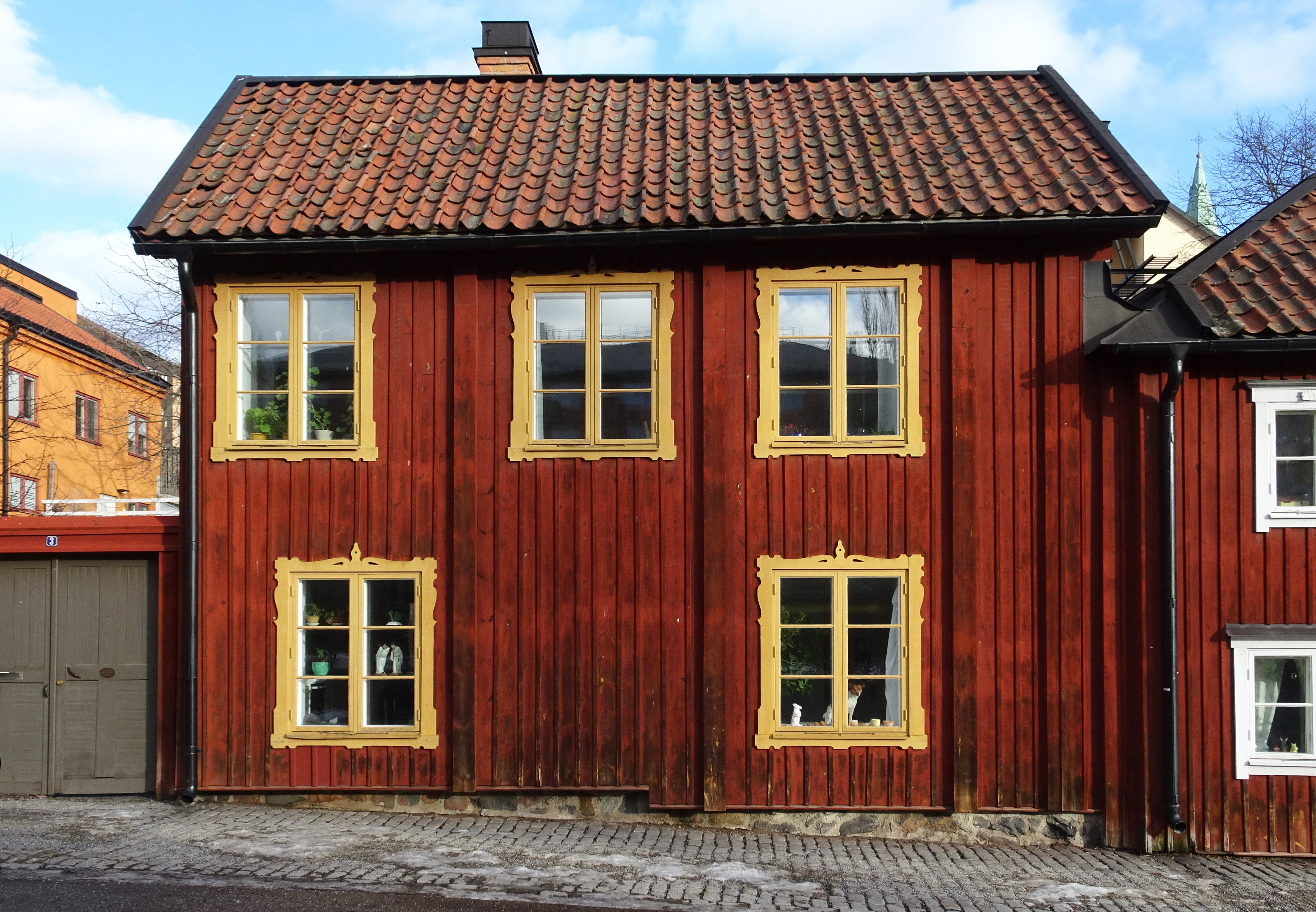
Nytorget 3, trähus från 1700-talet.
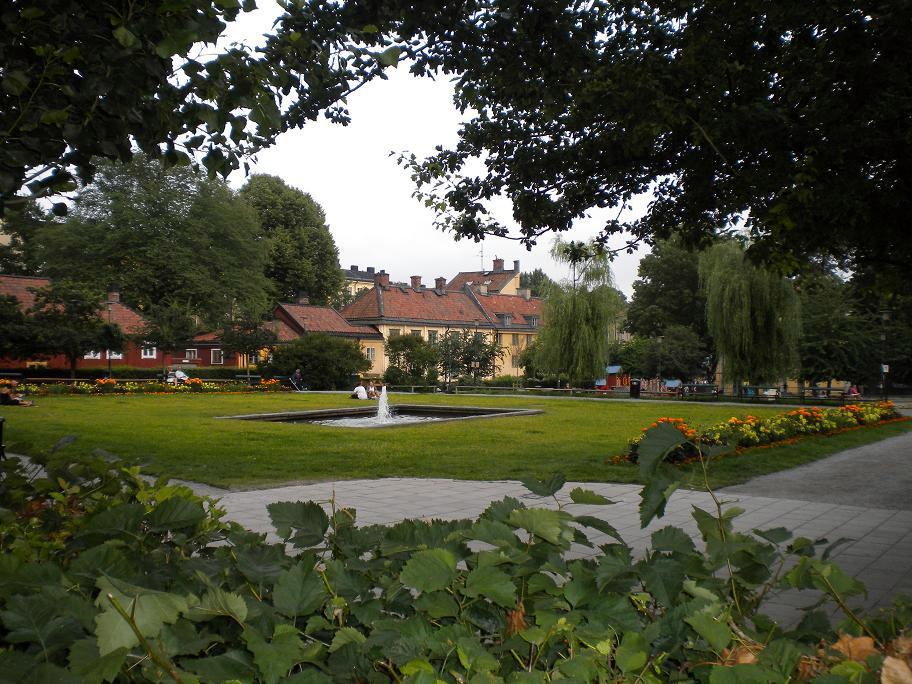
Nytorget på sommaren 2009.
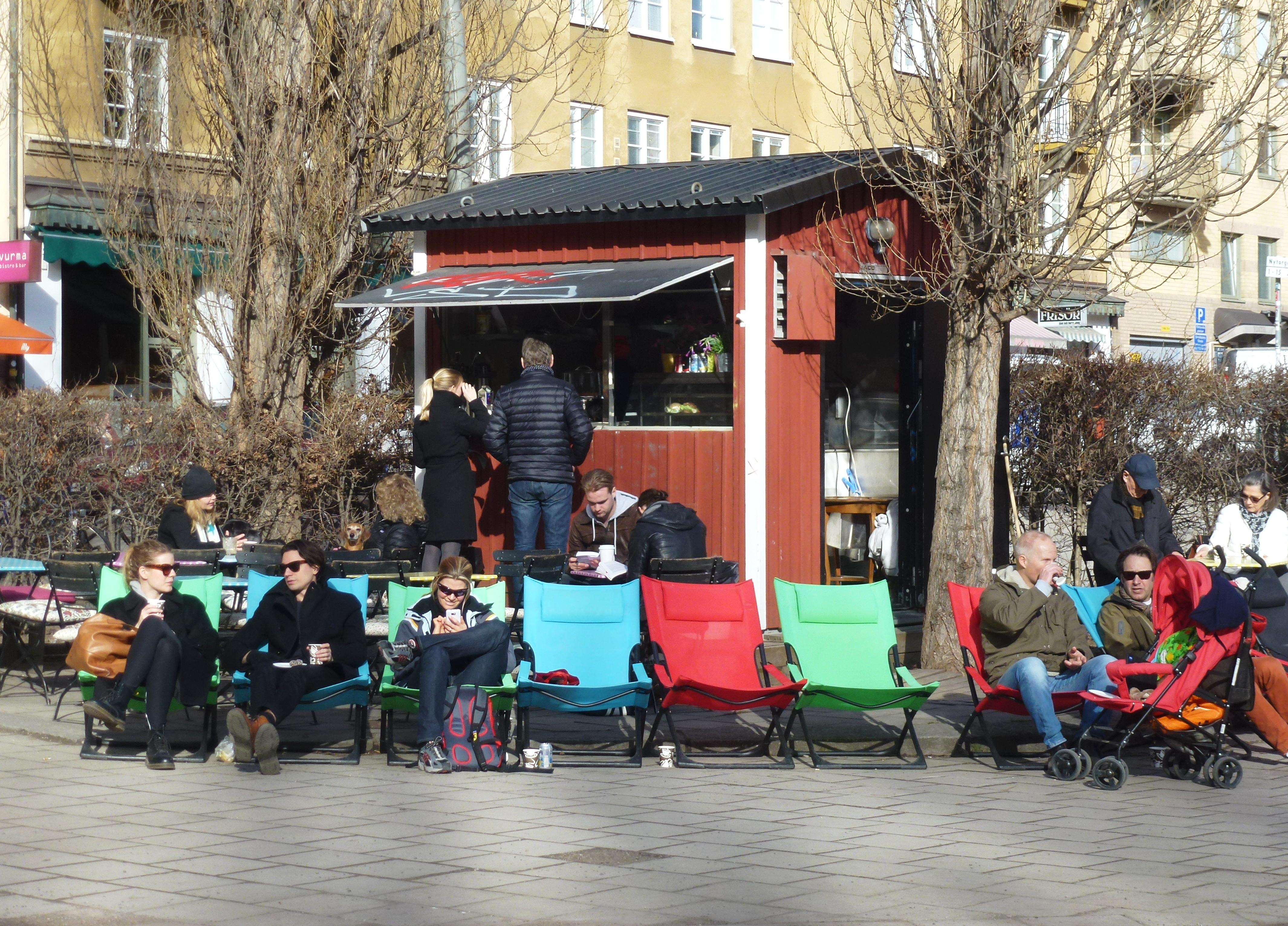
Nytorget på våren 2014.